# Suspicious Activity?
Suspicious Activity? é o quarto álbum de estúdio desferido pelo trio de jazz estadunidense The Bad Plus. A banda já havia atraído a atenção por transplantar músicas de rock conhecidas no estilo "trio de poder acústico", mas Suspicious Activity? inscreve apenas uma adaptação: a trilha-tema do filme de 1981 Chariots of Fire; em substituição, o álbum se centraliza em material autoral, tal como retratado em "O.G. (Original Gentleman)", tributo para o baterista de jazz Elvin Jones.
A edição viria a ser a versão epíloga atrelada à gravadora Columbia Records, já que a banda rompeu com si em 2006.
Sessões de gravação especiais estão disponíveis em plataformas digitais, incluindo Immigrant Song (Led Zeppelin), We Are the Champions (Queen) e Human Behaviour (Björk).

## Recepção
Brent Burton, do JazzTimes, relata que "[...] muito do novo e sólido álbum é sobre o contraste dos dias modernos. [David] King e o bassista Reid Anderson seriam evidentemente criados em meio ao rock e hip-hop (que músico de 30 e poucos anos não seria?), exportando isso com uma explosão muscular e a pulsação de seu acompanhamento... talvez Iverson e companhia não precisassem de ter abatido uma vaca sagrada para nos lembrar que é 2005, não 1955. Mas, ei, eles estariam onde estão hoje se nunca tentassem?" Brian P. Lonergan, do All About Jazz, declarou: "o terceiro álbum de ressalto do trio, Suspicious Activity, pouco fará para obstar os argumentos que os dois anteriores alimentaram na comunidade do jazz. E, embora a abordagem aqui não seja uma mudança radical em relação a These Are the Vistas ou Give, a música avança junto às concepções aventureiras do trio sobre forma e variação rítmica". John L. Walters, do The Guardian, foi estrepitoso, classificando o conglomerado com uma nota negativa, comentando que "Então, por que ouvir o novo álbum deles, um teste? Talvez não tenham gosto".
| Críticas profissionais | Críticas profissionais |
| Avaliações da crítica  | Avaliações da crítica  |
| Fonte                  | Avaliação              |
| ---------------------- | ---------------------- |
| All About Jazz         | [ 2 ]                  |
| All Music              | [ 4 ]                  |
| The Guardian           | [ 3 ]                  |
| Rolling Stone          | [ 5 ]                  |

## Proteção estendida contra cópia
Em novembro de 2005, revelou-se que a Sony estaria distribuindo álbuns com um software oculto, Extended Copy Protection, instalando automaticamente programas rootkit em qualquer máquina operante sob Microsoft Windows enquanto o disco atinente é implementado. Além de impedir que conteúdos de CDs copiados fossem, descobriu-se que, ainda, o material estaria a deslocar hábitos ouvintes de usuários incônscios, expondo o computador acometido a ataques maliciosos que perscrutassem frações inseguras do software. A Sony negou-se a divulgar listas com os utilitários afetados; todavia, a Electronic Frontier Foundation elencou Suspicious Activity? como um dos discos moldados com o conteúdo invasivo.

## Lista de Faixas
| N.º            | Título                          | Música         | Duração |  |
| 1.             | "Prehensile Dream"              | Reid Anderson  | 8:12    |  |
| 2.             | "Anthem for the Earnest"        | David King     | 6:38    |  |
| 3.             | "Let Our Garden Grow"           | Ethan Iverson  | 6:57    |  |
| 4.             | "The Empire Strikes Backwards"  | King           | 5:38    |  |
| 5.             | "Knows the Difference"          | Anderson       | 6:58    |  |
| 6.             | "Lost of Love"                  | Anderson       | 8:38    |  |
| 7.             | "Rhinoceros Is My Profession"   | Anderson       | 5:44    |  |
| 8.             | "O.G. (Original Gentleman)"     | Iverson        | 6:37    |  |
| 9.             | "(Theme from) Chariots of Fire" | Vangelis       | 4:57    |  |
| 10.            | "Forces"                        | Anderson       | 7:43    |  |
| Duração total: | Duração total:                  | Duração total: | 62:22   |  |

## Pessoal
- Ethan Iverson – piano;
- Reid Anderson – contrabaixo;
- David King – bateria;
- Tchad Blake – produção.